# محمد علي رضا زينل

الشيخ محمد على زينل مع الشيخ راشد بن سعيد المكتوم.

 محمد علي رضا زينل (ولد في مدينة جدة 1889م - 1969م) من أعلام النهضة في الحجاز، وهو مؤسس التعليم النظامي في الحجاز، وتاجر نهضوي وزعيم شعبي من منطقة الحجاز، وعميد بيوتها التجارية. كان عضوا في الحزب الحجازي الوطني الذي أدار شؤون الحجاز بعد سقوط حكم الأشراف فيه عام 1926 م. فقد كان أخوه «قاسم بن زينل» نائبًا عن مدينة جدة في البرلمان العثماني.

## نبذة عنه
أراد والده أن يجعل منه تاجراً كبقية أفراد الأسرة، فأرسله في وقت مبكر من حياته إلى الهند لإدارة بعض أعمالهم التجارية هناك، ولكنه لم يألف هذا العمل، فهرب من هناك في باخرة إلى مصر للالتحاق بالأزهر، لأنه يريد أن يصبح معلماً وخطيباً، وعندما عاد إلى جدة باع مصوغات زوجته مع ما حصله من والده من تبرع وأنشأ بذلك مدرسة في جدة سماها (الفلاح)، ثم أنشأ أخرى في مكة المكرمة، وفي وقت لاحق أقام مدارس عدة في البحرين ودبي وبومباي، وكان يصرف على هذه المدارس بسخاء مما تدّره عليه تجارته في اللؤلؤ من أرباح. 
وكان محمد على تاجراً نشطاً امتد بعلاقاته التجارية إلى الهند مركز بيع وتصدير اللؤلؤ إلى أنحاء العالم. ثم افتتح له مكتباً دائماً في فرنسا في عام 1920م، يدير من خلاله تجارته في تسويق وبيع اللؤلؤ وكان يقيم شهوراً في فرنسا واشترى بيتاً في شارع الشانزليزيه. ولم يمنعه انشغاله بهذه التجارة من تفقد أعماله الخيرية وزيارة مدارسه، فكان في كل سنة يأتي إلى دبي لزيارة مدرسة الفلاح وتفقد أحوالها وتلبية احتياجاتها، إلى بداية الثلاثينيّات من القرن الماضي حيث ضعفت حالته المادية بانهيار أسعار اللؤلؤ الطبيعي نتيجة لانتشار اللؤلؤ الصناعي الياباني.

## سيرته

### مدارس الفلاح
- أسس مدارس الفلاح في جدة عام 1905م، وهي نواة التعليم النظامي بالجزيرة العربية، وصرف عليها من حرّ ماله، وجعل التعليم بها مجانيّاً، ألحقها بفروع في مكة 1909م، ثم في البحرين وبومباي ودبي وحضرموت. وتُعرف مدارس الفلاح بأنها من أخرج الجيل الذهبي من أدباء وشعراء ومفكري الحجاز، إضافة إلى كبار تجارها وبيروقراطيها وموظفي الدولة السعودية الأوائل.
- إضافة إلى مدارس الفلاح، اهتم محمد علي بالابتعاث، فابتعث أوائل المتخرجين إلى الهند، وأشرف شخصيا على الجانب العملي في ابتعاثهم، وقدّم لهم رواتب مغرية في ذلك الشأن.

### تجارة اللؤلؤ
- اشتغل في الهند بتجارة اللؤلؤ منذ العهد القديم للحجاز، حيث كان يشتري اللآلئ من مواسم الغوص من الموانئ الخاصة بذلك في البحرين ودبي ثم يصنف هذه اللآلئ بعد ثقبها وصقلها في عقود وحلي وحلقان، وبيعها حسب أصنافها في العواصم العالمية والأوروبية، حيث مكاتبه المنتشرة في لندن وباريس وبومباي، حتى لُقب بـ ملك اللؤلؤ في العالم.
- رفض إشهار إفلاسه على ضوء انهيار تجارة اللؤلؤ العالمية، وأصر على سداد ديونه كامله للبنوك، كما أقال عثرة مائة من كبار تجار اللؤلؤ الطبيعي وتحمل الخسارة وحده عنهم.
- وبالرغم من خسارته لأكثر من 90% من ثروته، كان يقترض ليستمر في الإنفاق على ملاجئ الأرامل والأيتام، وتحمل مصاريف التعليم في مدارس الفلاح وطلاب الابتعاث.
- حظي بعلاقات وطيدة جداً مع الزعماء والملوك والقادة ابتداء من الشريف حسين ملك الحجاز، والملك عبد العزيز الملك السعودي، والملك فاروق ملك مصر، والرئيس جمال عبد الناصر، والملك فيصل الأول ملك العراق، والملك عبد الله ملك الأردن، والملك أمان الله ملك أفغانستان، ثم الملك نادر شاة، وإمبراطور إيران رضا بهلوي وسلطان حضرموت القعيطي، والرئيس الهندي أبوالكلام آزاد، والرئيس العراقي عبد الرحمن عارف وكافة أمراء الخليج العربي ابتداء من الجدود إلى الأحفاد، كالشيخ محمد الخليفة، وعبدالله السالم الصباح أمير الكويت، الشيخ سعيد بن مكتوم آل مكتوم والشيخ راشد بن سعيد آل مكتوم الذي استقبله ب 21 طلقة ترحابا.
- توفي محمد علي في بومباي ودفن بها، ولمحمد علي حظوة كبيرة جدا في الهند، ويعتبر في الوعي الهندي "التاجر العربي الحجازي الذي ساهم في تنمية الهند القومية"، إذ كان صديقا شخصيا للبانديت جواهر لآل نهرو أول رئيس وزراء في الهند، وأسس جمعية الصداقة العربية الهندية التي دعمت مختلف الجمعيات والهيئات التعليمية والاجتماعية في جميع أنحاء الهند. كان أحد قلائل الأجانب الذين رفعوا العلم الهندي في عيد استقلال الهند، ولذلك صورة تاريخية معروفة.
- وصفه عبد المجيد شبكشي، رئيس تحرير جريدة الندوة، يوم وفاته بأن كان "أمة في رجل"، فاختزل قصة حياته بصدق.[4]

## الأبناء
له ثلاث بنات: حفصة وآمنة ومريم.

## وفاته
توفي في مدينة مومباي الهندية في 2 شعبان 1389هـ.